# Шмітько Олександр Григорович
Олександр Григорович Шмітько (нар. 22 червня 1954, с. Мала Білозерка, Василівський район, Запорізька область) — генерал-майор Служби безпеки України, колишній начальник управління СБУ в Запорізькій області з 24 березня 2014 до 14 лютого 2017. Начальник Головного управління Служби безпеки України в Автономній Республіці Крим (15 червня 2018 — 24 червня 2019).

## Освіта
Освіта вища, у 1987 р. закінчив Київську вищу школу МВС СРСР.

## Кар'єра
З листопада 1972 р. до листопада 1974 р. проходив службу у Збройних силах.
Трудову діяльність розпочав у 1971 р. електрогазозварювальником заводу «Запоріжсталь».
На службу в органи внутрішніх справ прийнятий в грудні 1974 року міліціонером 2-го розряду ВВС Ленінського райвиконкому УВС м. Запоріжжя.
1979–1984 рр. — інспектор з розшуку, старший інспектор відділення карного розшуку ВВС Ленінського райвиконкому УВС м. Запоріжжя.
1984–1987 рр. — слухач Київської вищої школи МВС СРСР.
1987–1993 рр. — старший оперуповноважений карного розшуку ВВС Орджонікідзевського райвиконкому, старший оперуповноважений карного розшуку ВВС Шевченківського райвиконкому УВС м. Запоріжжя, старший оперуповноважений відділення по боротьбі зі зґвалтуваннями і іншими злочинами УКР УВС Запорізького облвиконкому, заступник, перший заступник начальника ВВС Запорізького райвиконкому.
1993–1998 рр. — заступник начальника управління карного розшуку УМВС.
1998–2002 рр. — перший заступник начальника УМВС України Запорізькій області — начальник управління по боротьбі з організованою злочинністю.
2002–2005 рр. — начальник управління кримінального пошуку Криворізького міського управління УМВС України в Дніпропетровській області, начальник відділу оперативної служби при Криворізькому міському управлінні, заступник начальника Криворізького міського управління — начальник кримінальної міліції УМВС України в Дніпропетровській області.
Листопад 2005 р. — заступник начальника відділу боротьби з організованими групами, злочинними організаціями та кримінальними авторитетами управління протидії організованим групам та злочинними організаціями загальнокримінальної спрямованості ГУБОЗ МВС України.
2007–2008 рр. — начальник УМВС України в Запорізькій області.
2008–2009 рр. — заступник начальника УМВС в Дніпропетровській області.
2009–2010 рр. — перший заступник голови СБУ в Запорізькій області.
У грудні 2010 р. звільнився зі служби.
24 березня 2014 року указом в.о. Президента України Олександра Турчинова призначений начальником Управління Служби безпеки України в Запорізькій області.
15 червня 2018 — призначений начальником Головного управління Служби безпеки України в Автономній Республіці Крим.
24 червня 2019 року указом президента України звільнений з посади начальника Головного управління Служби безпеки України в Автономній Республіці Крим. 

### Запорізьке обласне УСБУ
Першим заступником начальника управління став полковник Полонець Сергій Віталійович. Заступниками начальника управління стали Іванов Дмитро Юрійович та Вігірінський Тарас Валерійович. Також був призначений новий помічник начальника управління (по роботі з особовим складом) — начальник відділу кадрового забезпечення управління Служби безпеки України в Запорізькій області, полковник Веселовський
Юрій Леонідович.
В умовах люстрації, були проведені кадрові перестановки в територіальних підрозділах УСБУ. В числі перших, в 2014 році був звільнений начальник Мелітопольського міжрайонного відділу УСБУ Валерій Апостолов, новим начальником призначений Максим Онипко.
У 2015 році звільнений начальник Енергодарського міського відділу УСБУ Дмитро Кіров, новим начальником призначений Дмитро Башкін.
У 2016 р. звільнений начальник Василівсько-Токмацького міжрайонного відділу УСБУ Андрій Івашко, новим начальником призначено Омельянченко Сергія Миколайовича. Також в 2016 році звільнений начальник Пологівського міжрайонного відділу УСБУ Олександр Куценко, новим начальником призначений Едуард Кравцов. Крім того, у 2016 році звільнений начальник Бердянського міжрайонного відділу УСБУ Олександр Піхота, після нього відділ очолив полковник Андрій Івашко, колишній начальник Василівсько-Токмацького міжрайонного відділу УСБУ.[джерело?]

## Скандали
12 травня 2015 під час сесії Бердянської міської ради між Олександром Шмітьком та журналістом Громадського телебачення Приазов'я стався інцидент. Як стерджує Інститут масової інформації, Олександр Шмітько перешкоджав діяльності журналіста. Після перших зауважень журналіста начальник обласного управління СБУ почав перебивати, не даючи йому змоги висловити свою думку, образливо звертаючись до нього виключно російською мовою «мальчик», «у вас не может быть мысли».. Того ж дня Запорізьке обласне управління СБУ почало збирати інформацію про журналіста та роздала орієнтування на нього на блок-пости міста Бердянська. Після розголосу інциденту переслідування журналіста припинились.
У 2015 році виник скандал: за однією з версій, помічник начальника Запорізького УСБУ Юрій (Особа_1), заступник начальника УСБУ Валерій (Особа_2), і начальник фінансового відділу УСБУ Валерій (Особа_3) сфабрикували в 2014 році документи про свою участь в АТО. Про це заявив співробітник кадрового відділу Запорізького УСБУ Юрій Морозов, який ініціював судовий процес проти них.

## Нагороди
- Відзнака Президента України — Хрест «За мужність» (23 серпня 1995) — за особисті заслуги у боротьбі зі злочинністю, мужність, сміливі та рішучі дії, виявлені при затриманні озброєних злочинців[8]
- Медаль «За військову службу Україні» (21 серпня 2014) — за особисту мужність і героїзм, виявлені у захисті державного суверенітету та територіальної цілісності України, вірність військовій присязі, високопрофесійне виконання службового обов'язку[9]
- Медаль «За відмінну службу з охорони громадського порядку» (СРСР, 11 грудня 1980)[10]
- Відзнака Верховної Ради України «Честь. Мужність. Закон»
- Почесна грамота Кабінету Міністрів України
- інші нагороди.